# 東北大学多元物質科学研究所
東北大学多元物質科学研究所（とうほくだいがくたげんぶっしつかがくけんきゅうじょ、英: Institute of Multidisciplinary Research for Advanced Materials, Tohoku University, 略称：多元研、IMRAM）は、東北大学の附置研究所で、物質の様子を生体、素材、反応、計測の観点から解明し、材料によるより良い未来社会を構築することを目的としている研究所である。2001年に東北大学の3附置研究所が統合して設立された。
東北大学片平キャンパス内に所在する。

## 概要
2001年4月1日、東北大学の3つの附置研究所（選鉱製錬研究所→素材工学研究所、科学計測研究所、非水溶液化学研究所→反応化学研究所）を統合・再編して設立された。設立目的は「多元的な物質に関する学理およびその応用の研究」である。
対象となる「物質」はナノサイズからギガサイズまで、生物から鉱物までと非常に多岐に渡っている。「多元物質科学」とは、有機・無機・生物といった多元的物質の科学という意味のみならず、物理、化学、生命、工学、環境科学など様々な学問的視点を癒合した新しい物質科学 (Multi disciplinacy) を表している。
多元研は、異分野融合研究、産学官連携を積極的に進めている。物質・材料分野の既成概念を一変させるような新たな物質科学技術の研究を創製・展開し、社会に貢献する成果を発信してきた。20を越える海外の研究機関との協定を基に、多くの国際共同研究が実施されている。物質科学技術における国際的研究拠点となることを目標に研究を推進している。

## 物質・デバイス領域共同研究拠点
2010年度より、北海道大学電子科学研究所、東京工業大学化学生命科学研究所、大阪大学産業科学研究所、九州大学先導物質化学研究所と「物質・デバイス領域共同研究拠点」を形成し、全国の大学、企業研究者と大型共同研究プロジェクトを展開している。2016年度から当研究所はその拠点本部となっている。
当拠点は事業の継続性と発展性が高く評価されている。2015年度の期末評価、2018年度の中間評価では共同利用・共同研究拠点ネットワーク型共同研究拠点として唯一、最高評価である”S”評価を獲得している。2016年4月1日から2022年3月31日まで更新認定されている。

## 沿革
- 2001年（平成13年）4月1日 多元物質科学研究所設置：
国立学校設置法の改正により素材工学研究所と科学計測研究所と反応化学研究所を再編統合した。組織体制は、4研究部門（多元設計研究部門、多元制御研究部門、多元解析研究部門、融合システム研究部門）、3研究センター（資源変換・再生研究センター、超顕微計測光学研究センター、多元ナノ材料研究センター）、客員教授7名、技術室（10班、20係）、事務部（2課、7係）、所員は291名。
- 2005年（平成17年）4月
  - 新産業創造物質基盤技術研究センター設置
  - 先導結晶化学技術寄附研究部門設置（～平成19年3月）
- 2006年（平成18年）4月 有機ナノ結晶科学技術寄附研究部門設置（～平成21年3月）
- 2007年（平成19年）
  - 1月 先端圧電セラミックス寄附研究部門設置（～平成21年12月）
  - 4月
    - 超顕微計測光学研究センターを廃止し、先端計測開発センターを設置。
    - 窒化物結晶寄附研究部門設置（～平成24年3月）
    - ポストシリコン物質・デバイス創製基盤技術アライアンスプロジェクトを始動（大阪大学産業科学研究所、東北大学多元物質科学研究所、北海道大学電子科学研究所、東京工業大学資源化学研究所（～平成22年3月）
- 2008年（平成20年）4月 窒化物ナノ・エレクトロニクス材料研究センター設置
- 2010年（平成22年）4月
  - 多元設計研究部門、多元制御研究部門、多元解析研究部門、融合システム研究部門を廃止し、有機・生命科学研究部門、無機材料研究部門、プロセスシステム工学研究部門、計測研究部門を設置。
  - 資源変換・再生研究センター、多元ナノ材料研究センター、新産業創造物質基盤技術研究センターを廃止し、サステナブル理工学研究センター、高分子・ハイブリッド材料研究センターを設置。
  - 物質・デバイス領域の共同利用・共同研究拠点（ネットワーク型）の構成機関となる。
- 2012年（平成24年）4月
  - 窒化物ナノ・エレクトロニクス材料研究センターを廃止し、新機能無機物質探索研究センターを設置。
  - 希少元素高効率抽出技術拠点（～平成29年3月）
- 2013年（平成25年）4月 ナノ流体エンジニアリング共同研究部門設置（～平成28年3月）
- 2015年（平成27年）2月 百生量子ビーム位相イメージングプロジェクトの開始
- 2016年（平成28年）4月 物質・デバイス領域の共同利用・共同研究拠点（ネットワーク型）の中核研究機関となる。
- 2018年（平成30年）4月
  - サステナブル理工学研究センターを廃止し、金属資源プロセス研究センターを設置。
  - 非鉄金属製錬環境科学研究部門を設置。
- 2019年（令和元年）11月 放射光次世代計測科学連携研究部門を設置（令和2年7月、国際放射光イノベーション・スマート研究センターへ移管）。
- 2020年（令和2年）
  - 5月 製鉄プロセス高度解析技術共同研究部門を設置。
  - 8月 次世代電子顕微鏡技術共同研究部門を設置。
- 2021年（令和3年）
  - 4月 先端計測開発センター、高分子・ハイブリッド研究センター、新機能無機物質探索研究センターを廃止し、マテリアル・計測ハイブリッド研究センターを設置。

## 組織
- 有機・生命科学研究部門
  - 生命機能分子合成化学研究分野
  - 生命機能制御物質化学研究分野
  - 生体分子構造研究分野
  - 細胞機能分子化学研究分野
  - 生物分子機能計測研究分野
  - 生命分子ダイナミクス研究分野
  - 量子ビーム構造生物化学研究分野
  - 有機ハイブリッドナノ結晶材料研究分野
  - 高分子ハイブリッドナノ材料研究分野
  - ソフト材料研究分野

- 無機材料研究部門
  - 無機固体材料化学研究分野
  - スピン量子物性研究分野
  - ナノスケール磁気機能研究分野
  - ハイブリッドナノシステム研究分野
  - ナノ機能物性化学研究分野
  - 無機固体材料合成研究分野
  - 金属機能設計研究分野
  - 環境無機材料化学研究分野
  - 物質変換無機材料研究分野
  - ハード材料研究分野

- プロセスシステム工学研究部門
  - 超臨界ナノ工学研究分野
  - 光物質科学研究分野
  - 固体イオニクス・デバイス研究分野
  - 環境適合素材プロセス研究分野
  - 材料分離プロセス研究分野
  - ハイブリッドナノ粒子プロセス研究分野
  - プロセスシステム研究分野

- 計測研究部門
  - 量子ビーム計測研究分野
  - 構造材料物性研究分野
  - 高分子物理化学研究分野
  - 量子フロンティア計測研究分野
  - 量子光エレクトロニクス研究分野
  - 放射光可視化情報計測研究分野
  - 固体表面物性研究分野
  - 電子線干渉計測研究分野研究分野
  - 電子回折・分光計測
  - 走査プローブ計測技術研究分野
  - 放射光ナノ構造可視化研究分野
  - 計測研究分野

- 非鉄金属製錬環境科学研究部門
- 製鉄プロセス高度解析技術共同研究部門
- 次世代電子顕微鏡技術共同研究部門

- 金属資源プロセス研究センター
  - 高温材料物理化学研究分野
  - 基盤素材プロセッシング研究分野
  - 機能性粉体プロセス研究分野
  - エネルギー資源プロセス研究分野
  - エネルギーデバイス化学研究分野
  - 金属資源循環システム研究分野
  - 原子空間制御プロセス研究分野
  - 環境適合素材プロセス研究分野（協力）
  - 材料分離プロセス研究分野（協力）

- マテリアル・計測ハイブリッド研究センター
  - 量子電子科学研究分野
  - ナノ・マイクロ計測化学研究分野
  - ハイブリッド炭素ナノ材料研究分野
  - ハイブリッド材料創製研究分野
  - 光機能材料化学研究分野
  - 有機・バイオナノ材料研究分野